# American Cup
La American Cup è stata una delle tappe del circuito di Coppa del mondo ginnastica artistica.
Era generalmente considerata una delle prime gare importanti della stagione ginnica, in quanto si teneva a febbraio/marzo di ogni anno.
Nel 1978-79 l'evento fu sponsorizzato dalla Dial e fu quindi nota come "Dial American Cup". In funzione dello sponsor, la competizione cambiò nome molte volte: "McDonald's American Cup" (1982–1996), "Visa American Cup" (1997–2004), "Tyson Foods American Cup" (2005–2010) e "AT&T American Cup" (2011-2017).
Dall'anno della sua creazione fino al 1999 (la tradizione si riprese successivamente nel 2006 e 2007 per poi cessare definitivamente) la gara si è sempre svolta in tre giorni; durante il primo giorno si disputavano le qualificazioni in campo maschile per l'all-around, che sarebbero servite anche a determinare i vincitori delle finali ad attrezzo. La stessa cosa accadeva il giorno dopo per le donne. L'ultima giornata era invece solo dedicata alla finale all-around.
Nel 2005 si disputarono, oltre alle fasi di qualifica, solo le finali ad attrezzo.
Nel 2000 due gare sia maschili che femminili si disputarono a Las Vegas e a Saint Petersburg. Questi due eventi funsero da qualifiche alla fase finale a Orlando dove si sarebbe disputato unicamente l'all-around.

Dal 2001 al 2004 e dal 2008 al 2020 la gara si è disputata in un solo giorno, come all-around.

## Vincitori[5]
| Anno | Edizione | Luogo            | Vincitori                                                                                 | Vincitori |
| Anno | Edizione | Luogo            | Femminile                                                                                 | Maschile |
| ---- | -------- | ---------------- | ----------------------------------------------------------------------------------------- | --- |
| 1976 | I        | New York         | Nadia Comăneci                                                                            | Bart Conner |
| 1977 | II       | New York         | Kathy Johnson                                                                             | Mitsuo Tsukahara                                                                                                  |
| 1978 | III      | New York         | Nataša Tereščenko                                                                         | Kurt Thomas |
| 1979 | IV       | New York         | Stella Zakarova                                                                           | Kurt Thomas |
| 1980 | V        | New York         | Tracee Talavera                                                                           | Kurt Thomas |
| 1981 | VI       | Fort Worth       | Julianne McNamara                                                                         | Bart Conner |
| 1982 | VII      | New York         | Julianne McNamara                                                                         | Bart Conner |
| 1983 | VIII     | New York         | Mary Lou Retton                                                                           | Peter Vidmar |
| 1984 | IX       | New York         | Mary Lou Retton                                                                           | Peter Vidmar |
| 1985 | X        | Indianapolis     | Mary Lou Retton                                                                           | Tim Daggett |
| 1986 | XI       | Fairfax          | Kristie Phillips                                                                          | Aleksej Tichonkich                                                                                                |
| 1987 | XII      | Fairfax          | Kristie Phillips                                                                          | Brian Ginsberg |
| 1988 | XIII     | Fairfax          | Phoebe Mills                                                                              | Marius Toba |
| 1989 | XIV      | Fairfax          | Brandy Johnson                                                                            | Vitalij Marinič                                                                                                   |
| 1990 | XV       | Fairfax          | Kim Zmeskal                                                                               | Aleksandr Kolyvanov                                                                                               |
| 1991 | XVI      | Orlando          | Betty Okino                                                                               | Trent Dimas |
| 1992 | XVII     | Orlando          | Kim Zmeskal                                                                               | Jarrod Hanks |
| 1993 | XVIII    | Orlando          | Shannon Miller                                                                            | Vital' Ščėrba |
| 1994 | XIX      | Orlando          | Dominique Dawes                                                                           | Vital' Ščėrba |
| 1995 | XX       | Seattle          | Kristy Powell                                                                             | John Roethlisberger                                                                                               |
| 1996 | XXI      | Fort Worth       | Kerri Strug                                                                               | John Roethlisberger                                                                                               |
| 1997 | XXII     | Fort Worth       | Elvire Teza                                                                               | Blaine Wilson |
| 1998 | XXIII    | Fort Worth       | Viktoria Karpenko                                                                         | Blaine Wilson |
| 1999 | XXIV     | Saint Petersburg | Jennie Thompson                                                                           | Blaine Wilson |
| 2000 | XXV      | Orlando          | Elena Produnova                                                                           | Eric Lopez Rios                                                                                                   |
| 2001 | XXVI     | Orlando          | Elena Zamolodčikova                                                                       | Blaine Wilson |
| 2002 | XXVII    | Orlando          | Tasha Schwikert                                                                           | Eric Lopez Rios                                                                                                   |
| 2003 | XXVIII   | Fairfax          | Carly Patterson                                                                           | Blaine Wilson |
| 2004 | XXIX     | New York         | Carly Patterson                                                                           | Jason Gatson |
| 2005 | XXX      | Uniondale        | VT: Alicia Sacramone UB: Chellsie Memmel BB: Zhang Nan, Nastia Liukin FX: Patricia Moreno | VT: Jeffrey Wammes HB: Yann Cucherat PB: Kazuya Ueda FX: Jeffrey Wammes SR: Yuri van Gelder PH: Alexander Artemev |
| 2006 | XXXI     | Filadelfia       | Nastia Liukin                                                                             | Jonathan Horton                                                                                                   |
| 2007 | XXXII    | Jacksonville     | Shawn Johnson                                                                             | Jonathan Horton                                                                                                   |
| 2008 | XXXIII   | New York         | Nastia Liukin                                                                             | Paul Hamm |
| 2009 | XXXIV    | Chicago          | Jordyn Wieber                                                                             | Fabian Hambüchen                                                                                                  |
| 2010 | XXXV     | Worcester        | Rebecca Bross                                                                             | Maksim Devjatovskij                                                                                               |
| 2011 | XXXVI    | Jacksonville     | Jordyn Wieber                                                                             | Jonathan Horton                                                                                                   |
| 2012 | XXXVII   | New York         | Jordyn Wieber                                                                             | Danell Leyva |
| 2013 | XXXVIII  | Worcester        | Katelyn Ohashi                                                                            | Jake Dalton |
| 2014 | XXXIX    | Greensboro       | Elizabeth Price                                                                           | Samuel Mikulak |
| 2015 | XL       | Arlington        | Simone Biles                                                                              | Oleh Vernjajev |
| 2016 | XLI      | Newark           | Gabrielle Douglas                                                                         | Ryohei Kato |
| 2017 | XLII     | Newark           | Ragan Smith                                                                               | Yul Mouldauer |
| 2018 | XLIII    | Chicago          | Morgan Hurd                                                                               | Yul Moldauer |
| 2019 | XLIV     | Greensboro       | Leanne Wong                                                                               | Yul Moldauer |
| 2020 | XLV      | Milwaukee        | Morgan Hurd                                                                               | Samuel Mikulak |

## Sponsor
| Anni      | Sponsor     | Nome dell'evento        |
| --------- | ----------- | ----------------------- |
| 1978-1979 | Dial        | Dial American Cup       |
| 1982-1996 | McDonald's  | McDonald's American Cup |
| 1997-2004 | VISA        | VISA American Cup       |
| 2005-2010 | Tyson Foods | Tyson American Cup      |
| 2011-2017 | AT&T        | AT&T American Cup       |